# أبواب بغداد في العهد العثماني

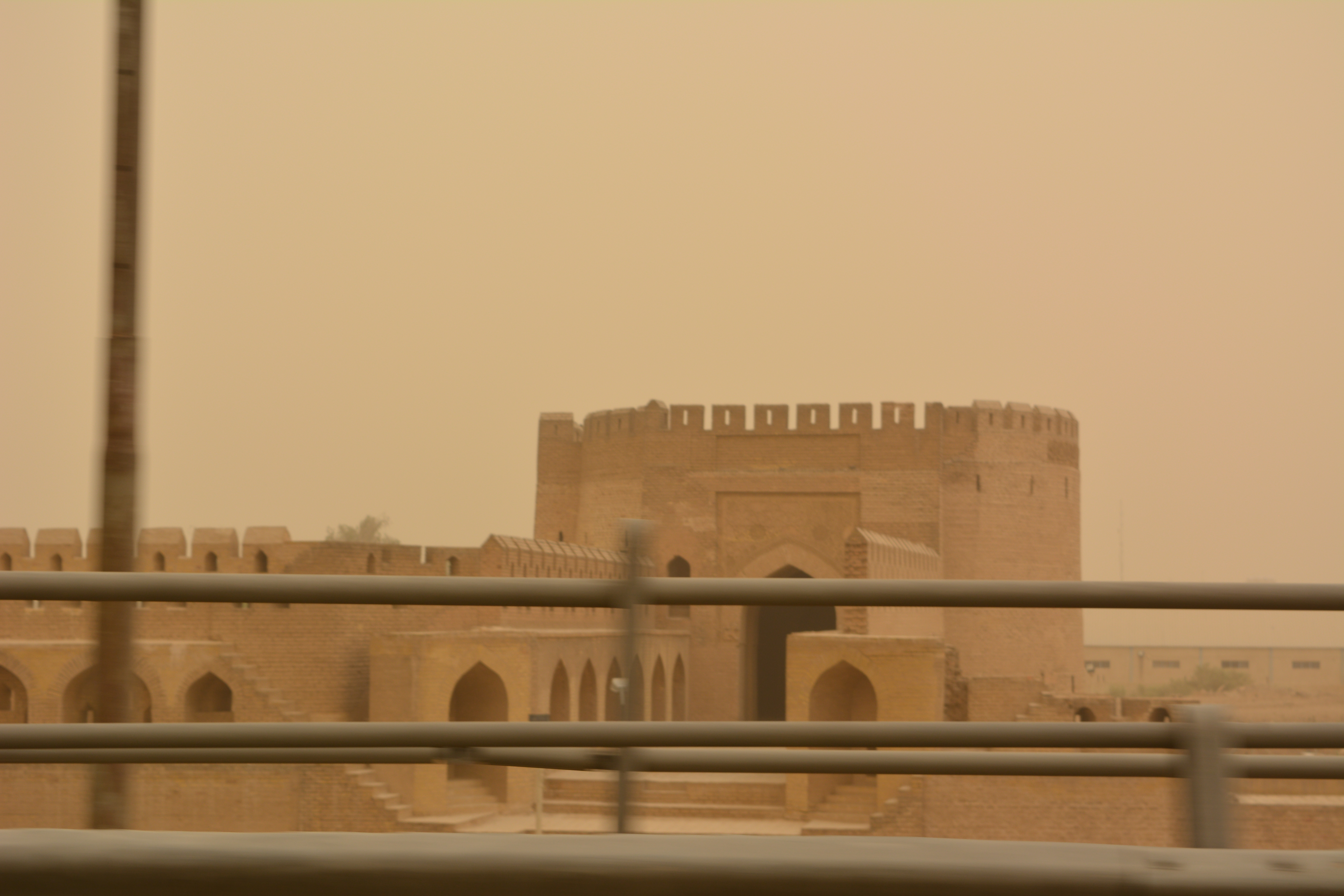
الباب الوسطاني ببغداد

أبواب بغداد في العهد العثماني

## مقدمة
في سنة 146ه‍ اتم المنصور بناء مدينة بغداد المدورة بالجانب الغربي لنهر دجلة، عند الشونيزية وعلى قرية يقال لها قرية سوق بغداد وسماها مدينة السلام وقد أحاطها بسور وجعل فيه أربعة أبواب عرفت بأبواب بغداد وهذه الأبواب هي:
- باب الشام: ويقع في الجهة الشمالية الغربية باتجاه الأنبار على الفرات، وهو عند محلة كبيرة بالجانب الغربي يدخله القادم من الشام.
- باب خراسان: إلى الجهة الشمالية الشرقية، وهو مقابل الشرق يدخله من قدم من بلاد خراسان وفارس.
- باب الكوفة: في الجهة الجنوبية الغربية والخارج منها إلى طريق الحج، وهو باب قديم يدخله من قدم من الحجاز ومكة، وانما سمي بباب الكوفة لأنه مقابلها.
- باب البصرة: إلى الجهة الجنوبية الشرقية، هو أشهر الأبواب وأقدمها، وهو أول باب فتح، يدخله القادم من البصرة.[1]

## أبواب أضيفت لاحقاً
وبمرور الزمن أضاف الخلفاء العباسيين أبواباً أخرى إلى سور مدينة بغداد وسور دار الخلافة والحريم وهي:
- باب حرب:وهو عند مقبرة الامام أحمد بن حنبل وبشر الحافي، وتنسب إلى حرب بن عبد الله البلخي، وخربت وصارت محلة تسمى محلة باب حرب،
- باب التبن: على الخندق وعنده صحراء فيها قبر عبد الله بن أحمد بن حنبل، وهي محلة ببغداد إزاء قطيعة أم جعفر ويلصقها مقابر قريش التي فيها قبر الامام موسى الكاظم وذكر الحموي في معجمه انها الآن خراب.
- باب كلواذا: نسبة إلى قرية كلواذا (كلواذى) جنوب بغداد، كان قديماً في بغداد والآن لا يعرف محله.
- باب الشعير: أو درب الشعير غربي بغداد، وهو بالقرب من محلة كبيرة وهو فوق مدينة المنصور.
- باب الطاق: سمي بذلك لأنه قريباً من طاق أسماء، قريب من محلة بين القصرين بالجانب الشرقي وقربها قصر أسماء بنت المنصور، وهي شرقي بغداد وتقع بين الرصافة ونهر المصلى وهو تصحيف لنهر المعلى،[2] وكان عنده طاق عظيم يعقد فيه مجلس للشعراء أيام الرشيد.
- باب المحول: هو عند محلة كبيرة متصلة بالكرخ، ثم صارت محلة كبيرة منفردة، بجنب الكرخ.
- باب الخاصة: هناك فرق بين أبواب سور بغداد و أبواب دار الخلافة وهذا الباب هو أحد أبواب دار الخلافة، أحدثه الخليفة الطائع لله، تجاه دار الفيل، وبنى عليه منظرة تشرف على دار الفيل. وهذه المنطقة تقع حالياً في بغداد عند ساحة الخلاني وما جاورها.
- باب الحجرة: موضع بدار الخلفاء وهي دار عظيمة، وعنده يخلع على الوزراء، ويحضرون فيه أيام المواسم، وأول من بناه المسترشد.
- باب المراتب: وهو من أبواب دار الخلافة، وأشهرها ويقع قريباً من باب الخاصة بدار الخلافة. وهذه الأبواب وغيرها مثل: باب البدرية و باب النوبي و باب العامة.

## أبواب بغداد في العهد العثماني
كان يحيط بالجانب الشرقي من بغداد سور عظيم يكتنفه خندق، وكان الخليفة العباسي المستظهر بالله قد شرع ببنائه سنة 488ه‍/1095م، ولم يتمه، حتى جاء الخليفة المسترشد بالله فأتم تشييده سنة 517ه‍، وجعل فيه أربعة أبواب هي من الشمال باب السلطان أو باب المعظم وقد نقض في منتصف القرن العشرين، وباب الظفرية وهو الباب الوسطاني واسس فيه متحف الأسلحة، وباب الحلبة أو باب الطلسم وقد نسفه العثمانيون عام 1917م، خلال انسحابهم من بغداد امام تقدم القوات البريطانية بعد ان كان مخزنا للبارود والعتاد، ثم باب البصلية أو باب كلواذى (كلواذا) في الجنوب وسمي الباب الشرقي في زماننا وقد نقض في منتصف القرن العشرين كسابقه. وكان قد رممه السلطان العثماني سليمان باشا الكبير (1779-1802م)، وظل السور قائما حتى نقضه الوالي العثماني مدحت باشا سنة 1870م، وأبقى على أبوابه الأربعة وأبراجه المتصلة وشيد بنقضه من الآجر القشلة ومدرسة الصنائع وبعض المعامل والمدارس، وفي سنة 1877م، أمر والي بغداد سري باشا بهدم البقية الباقية من السور ماعدا الأبواب. وظلت بعض الأبراج التي كانت داخل القلعة (وزارة الدفاع حاليا) قائمة إلى ان هدمت عام 1961م، لتعارضها مع تنظيم وزارة الدفاع، كما هدمت قبل ذلك بعدة سنوات قطعة من السور كانت بين نهر دجلة والباب الشرقي لمعارضتها جسر الجمهورية (جسر الملكة عالية سابقاً) هناك. ونستنتج من ذلك ان أبواب بغداد التي كانت موجودة في العهد العثماني هي:
- باب المعظم:الخارج منها يكون في الطريق المؤدي إلى الامام أبي حنيفة النعمان .
- الباب الشرقي: شرق بغداد والخارج منها باتجاه محلة البتاوين و الكرادة.
- الباب الوسطاني: وهو الباب الوحيد القائم لحد الآن بقرب جامع الشيخ عمر السهروردي، ويفصل بينهما اليوم طريق محمد القاسم للمرور السريع.
- باب الطلسم:سمي كذلك لوجود نقوش بارزة عليه على هيئة تنين أو أفاعٍ كبيرة، وهدم لدى انسحاب القوات العثمانية من بغداد بحدود عام 1917م، لأنها كانت مخزن للبارود والعتاد لتقدم القوات البريطانية إتجاه بغداد، وجرى نسفه. كما أزيلت الباب الشرقي والباب المعظم في الثلث الأول من القرن العشرين بعد توسعة بغداد عمرانياً وفتح الطرق الجديدة.وكان بقربها رباط الشيخ عبد القادر الكيلاني وفيه مرقد ولديه عبد الوهاب ويحيى الذي زارهما مصطفى الصديقي عام 1726م. ونقل رفاتهما إلى الحضرة القادرية قبل نسف هذا الباب.[4]